# 佩平涅
48°35′0″N 23°26′50″E / 48.58333°N 23.44722°E

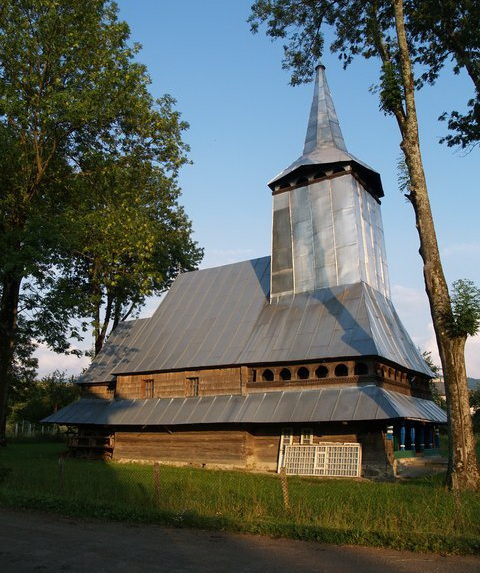

佩平涅（烏克蘭語：Репинне）是烏克蘭西部的村莊，隸屬外喀爾巴阡州的胡斯特區。該村處於里平卡河畔，始建於1457年，面積24.12平方公里，海拔高度470米，2001年人口1,144。